# Cerco de Petra (549)
O 'cerco de Petra ocorreu em 549, quando o Império Bizantino, sob o imperador Justiniano I (r. 527–565), sitiou a fortaleza estratégica de Petra em Lázica, mantida pelo Império Sassânida. A guarnição de Petra sofreu pesadas baixas, mas permaneceu firme até que a chegada de um forte exército sob Mermeroes aliviou o cerco.

## Antecedentes
O Império Bizantino e o Império Sassânida estavam em guerra desde 541 (a chamada Guerra Lázica) que pretendia decidir a soberania sobre Lázica, um país do Cáucaso à época governado pelo rei Gubazes II (r. 541–555). Em 547/8, o imperador Justiniano I (r. 527–565) investiu Dagisteu com o ofício de mestre dos soldados da Armênia e o enviou à linha de frente. Em 549, com apoio de tropas de Gubazes, reuniu suas forças e marchou contra a estratégica fortaleza de Petra, que estava sob posse dos persas.

## Cerco

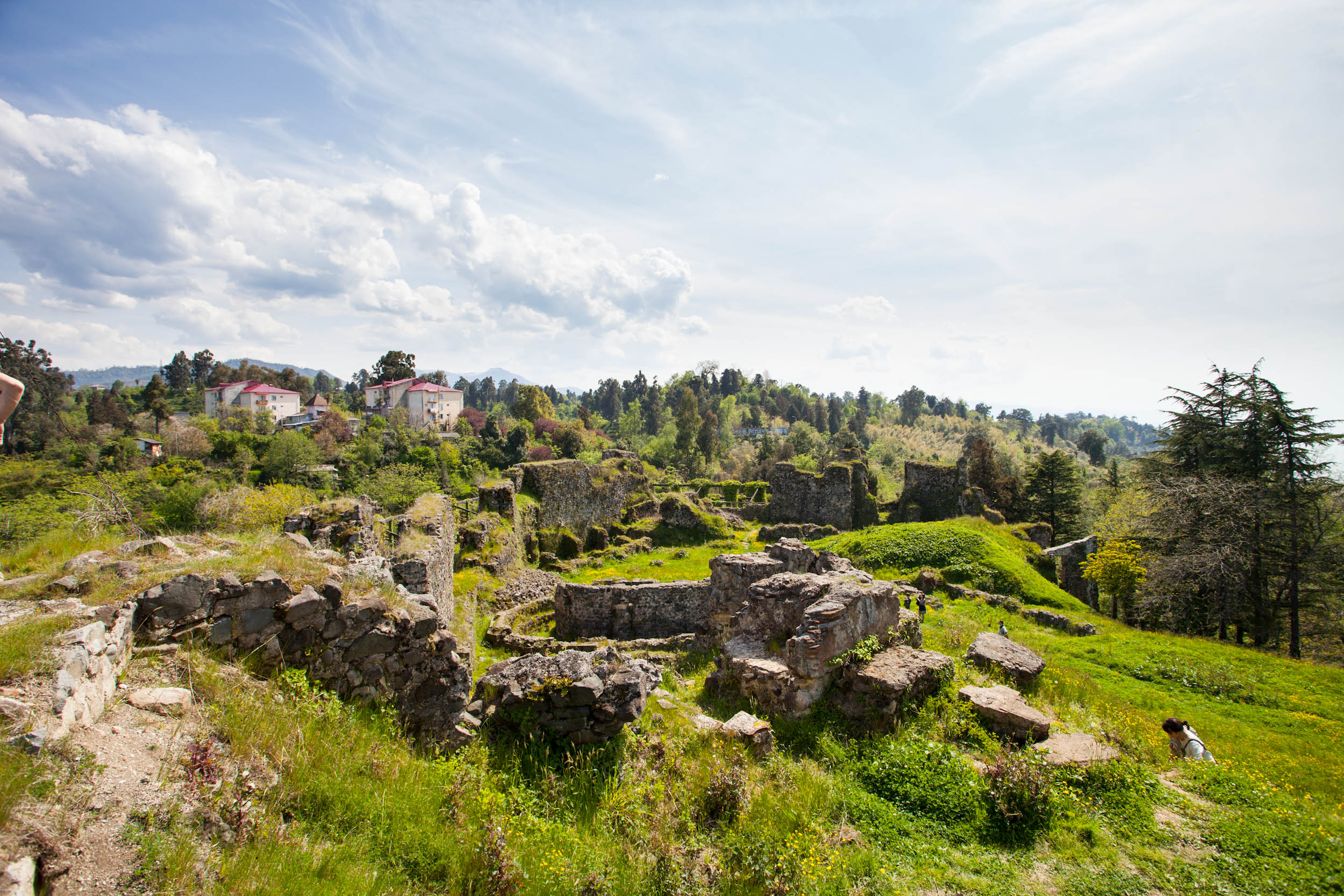
Ruínas de Petra

O exército bizantino era composto por sete mil regulares e mil tzanos, e estava sob o comando do mestre dos soldados da Armênia Dagisteu. A arquearia bizantina foi muito eficiente durante o cerco; ao suprimir os defensores da cidade, os sapadores conseguiram aproximar-se das muralhas de Petra. No entanto, as operações de mineração não tiveram sucesso. De acordo com Procópio de Cesareia, a pequena guarnição sassânida sob "Mirranes" fez "exibição de valor como nenhum outro conhecido por nós fez". No final do cerco, mil homens da guarnição de 1 500 homens foram mortos e 350 ficaram feridos. Os defensores mantiveram todos os cadáveres dentro da fortificação para não informar os atacantes de suas perdas. Dagisteu abandonou o cerco quando um exército sassânida de cavalaria e infantaria sob Mermeroes se aproximou. Este último supostamente insultou os bizantinos por causa de sua incapacidade de derrotar 150 homens "sem muro", referindo-se ao muro da cidade parcialmente destruído.

## Rescaldo
Sem suprimentos suficientes para seu exército, Mermeroes rapidamente consertou a parte caída da muralha de Petra com sacos de linho cheios de areia, guarneceu a fortaleza com três mil homens, deixou outros cinco mil sob Fabrizo em Lázica para abastecer a guarnição, e ele próprio dirigiu-se à Persarmênia com o resto do exército. A força combinada bizantino-laze, totalizando 14 mil soldados, derrotou Fabrizo em um ataque surpresa, capturando os suprimentos trazidos da Ibéria por Mermeroes para Petra. Outra força sob Corianes também foi derrotada depois que o último foi morto em ação. No entanto, os sassânidas de alguma forma conseguiram reabastecer a guarnição de Petra. Dagisteu mais tarde foi destituído de seus comandos devido à sua alegada má-liderança dos bizantinos em Petra, e foi substituído por Bessas. Um ano depois, em 550, os bizantinos finalmente conseguiram retomar a cidade dos sassânidas após um longo cerco.